# Вознесенский, Владимир Александрович
Влади́мир Алекса́ндрович Вознесе́нский  (5 [17] сентября 1863, село Липовское, Курская губерния — 10 января 1927, Ленинград) — горный инженер, геолог, народоволец, член Геолкома (1915—1927).

## Биография
Владимир Вознесенский родился в с. Липовском Щигровского уезда Курской губернии. Сын коллежского регистратора и почётного гражданина земледельца-арендатора, управляющего имением.
Окончил Курское реальное училище (1881), Санкт-Петербургский Горный институт (1886) с присвоением звания горного инженера с правом на чин коллежского секретаря при поступлении на службу.

Приказом по Горному ведомству (департаменту) от 27.06.1886 за № 11, утверждён в звании Горного инженера.
Во время учёбы в Курском реальном училище с 1878, а позднее и в Горном институте, принимал активное участие в кружках партии «Народная воля», состоял в «Красном кресте» партии.
Отбыв воинскую повинность в г. Курске, работал на Путиловском заводе, затем на чугунолитейном заводе в Думиничах Калужской губернии.
В 1888 был осуждён за укрывательство бежавшего из Сибири народовольца Лебедева и находился в заключении (6 месяцев в доме предварительного заключения и 6 месяцев одиночного заключения в Крестах).
Выйдя из заключения, перешёл на службу в земство: Курское (заведующий дорожным отделом), а затем в Черниговское (с 1891 гидрогеологом), принимая активное участие в курском и орловском народовольческих кружках. С 1895 по поручению Геологического комитета вёл гидрогеологические исследования для Екатеринославского земства. В 1897 избран на должность помощника геолога Геологического Комитета.
В 1894—1898 принимал активное участие в объединении народовольческих групп, проведении Киевского и Воронежского съездов, выработке новой программы партии («Программа Вознесенского»), играл руководящую роль в группе петербургских народовольцев — социалистов-революционеров. 

В 1896 привлекался к ответственности по делу «Лахтинской типографии» в Санкт-Петербурге.

1896 — июнь 24. Петербург. Арест «Лахтинской типографии». Группы народовольцев. Многочисленные аресты затянулись до осени. К так называемому дело «Лахтинская типография» было привлечено несколько десятков человек — А. С. Белевский, Е. А. Прейс, А. и Ф. Ергины, В. И. Браудо (был привезен из Иркутска, куда был выслан), В. В. Леонович, А. Г. Успенский, Л. М. Книпович, П. Ф. Куделли, М. Ф. Ветрова, А. Ю. Фейт, В. А. Вознесенский, Е. П. Ростовский, А. М. Шулятикова и мн. др..

Петербургская народовольческая группа была разгромлена. Большинство было сослано в Сибирь.

В 1897 В. А. Вознесенский по делу «Лахтинской типографии», «Рабочей газеты» и др. бал заключён в Петропавловской крепости. 

В 1898 году, после полуторагодичного заключения, был выслан в отдалённейшие места Восточной Сибири на 5 лет.
По дороге в якутскую ссылку был оставлен в Иркутске вследствие ходатайства старшего геолога Геологического комитета, крупнейшего учёного с европейским именем, профессора Горного института и Института путей сообщения Санкт-Петербурга И. В. Мушкетова и начальника изысканий 3-й партии по постройке КБЖД Л. А. Шумилина. 

25 августа 1899 Иркутский генерал-губернатор И. П. Игнатьев такое разрешение дал. Шумилин принял на себя обязательства следить за поведением стоящего под гласным надзором полиции Иркутска горного инженера В. А. Вознесенского. Иркутский полицмейстер выдал В. А. Вознесенскому удостоверение, дающее право работать в должности старшего инженера горной партии на участке мыс Асламов — Култук. 

В Иркутске Вознесенского поселили вместе с другими политическими ссыльными — А. М. Лежавой и А. В. Эповым на Зверевской улице, звали их «зверями».

Будучи в ссылке уже известным геологом, В. А. Вознесенский вместе со своим другом, также ссыльным и привлекавшимся к ответственности по делу «Лахтинской типографии» — врачом Академии наук А. Ю. Фейтом (сын которого в будущем — известный советский актёр Файт Андрей Андреевич) должны были присоединиться из Иркутска к Русской полярной экспедиции (1900—1902). При содействии П. П. Семёнова-Тян-Шанского для Вознесенского удалось получить разрешение присоединиться к экспедиции. Но руководящий геолог К. А. Воллосович почему-то не согласился взять Вознесенского. В Иркутске говорили, что он не желал иметь конкурента, да ещё такого опытного. Без Вознесенского отказался ехать и Фейт (поехал в Читу врачом на Забайкальскую железную дорогу, куда его пригласил начальник её В. В. Оглоблин). Вознесенский же остался в Иркутске и стал работать как геолог-практик в Иркутском горном управлении. 

Как инженер-геолог попутно изучал месторождения графита, вёл плодотворные гидрогеологические работы в Прибайкалье (1899 −1905).

В 1901 передал Восточно-Сибирскому отделу Императорского Русского Географического общества «обширную и весьма ценную коллекцию горных пород с р. Иркута, Култучная и оз. Байкала».

В 1903 за отказ найти основание для памятника Александру III был сослан в один из удалённых улусов Якутской области.

«Я работал на постройке Кругобайкальской железной дороги. Работал честно, как положено нашему брату, горному инженеру. И отцы города были мною довольны. Но вдруг втемяшилось им в голову поставить памятник Александру III, и обратились они ко мне с просьбой найти подходящую гранитную глыбу для постамента. Дело для меня непыльное, но не по мне. Я так и ответил: „Цель моей жизни — не памятники ставить царям, а убивать их“. Меня за такие слова послали ещё дальше — в Якутию. И моя благоверная за мной…»

7 января 1905 года В. А. Вознесенский обратился с заявлением о принятии его в Управление по строительству КБЖД и вернулся в Иркутск.
Был активным участником Партии социалистов-революционеров (ПСР) и в 1905 вместе с А. А. Крилем, Г. М. Фриденсоном стоял во главе иркутской эсеровской организации. 14 октября вошёл в состав стачечного комитета, который возглавлял инженер путей сообщения З. Андронников, в том числе был Председателем на митингах.

Успев скрыться от расправы властей, состоя в розыске, в 1905 вернулся в С.-Петербург. Впоследствии, подвергаясь следствию и арестам по данному «делу», скрывался несколько лет от царской охранки в Terijoki (Зеленогорске) на территории Финляндии — «в красном тылу революции» одновременно с семьёй народовольца Э. А. Серебрякова, с которыми Вознесенские поддерживали дружеские отношения и в советское время.

Дело об объединённом стачечном Комитете всеобщей политической забастовки в г. Иркутск в период с 14 по 20-е октября 1905 года.

В первый раз возникло в начале 1906 г. под названием «Дело о революционной деятельности преступных организаций в г. Иркутск» /102 ст. Уг. Ул./

28 мая 1906 г. было приостановлено «за недостаточностью добытых против подозреваемых лиц улик». Но этим постановлением остался недоволен иркутский генерал губернатор А. Н. Селиванов и по его инициативе «дело» было вновь открыто в августе 1906 г.. Предварительное следствии закончилось постановлением № 630 от 28 ноября 1907 г. о привлечении к следствию 19 обвиняемых, но уже не по ст. 102, а по I ч. ст. 101 и I ч. ст. 102 Уг. Ул. 

23 сентября 1911 г. следствие было закончено. По «делу» было привлечено 10 лиц. Разбор дел был назначен на 20 мая 1913 г.

Список лиц привлекаемых к суду:

Присяжные поверенные — 1) Орнштейн Борис Сергеевич, 2) Фатеев Игорь Николаевич, 3) Шапиро Лазарь Соломонович; 4) Частный поверенный — Кудрявый Николай Андреевич, дворянин; Горные инженеры — 5) Вознесенский Владимир Александрович, 6) Малявкин Семен Филиппович; 7) Иркутский мещанин — Окунев; 8) Техник путей сообщения — Хоммер Иосиф; 9) Служащий городской управы — Муромов Андрей Инокеньтьевич; 10) Доктор медицины — Савельев Александр Павлович 

Тем не менее вскоре приступил к работам Геологического Комитета — исследовал соляные месторождения Илецкой Защиты, затем изучал угленосные и золотоносные районы Восточной Сибири; с 1915 и до кончины, в должности старшего геолога Комитета, исследовал месторождения разнообразных полезных ископаемых Урала. В Геологическом Комитете считался одним из лучших знатоков геологии месторождений асбеста, хромитовых железняков, изумрудов и других самоцветов Урала.

Действительный член общества «Объединения русских естествоиспытателей и врачей» (с 16.12.1916).

Основатель династии четырёх поколений геологов, выпускников ленинградского Горного института.

Умер в Ленинграде в 1927 году. Похоронен в некрополе-музее «Литераторские мостки» на Волковском кладбище в Ленинграде в кругу могил народовольцев.

В 1928 г. на могиле установлено надгробие по проекту архитектора В. О. Мунца, мастер Н. А. Попов.

В 2017 г. произведена реставрация памятника на собственные средства внука — С. Д. Вознесенского.
Послужной список (до 1917 г., частичный)
Выписки из Аттестата № 1353 от 15 марта 1911 г., выданного Горным Департаментом, С-Петербург, за личной подписью Директора — Хованского Я. И. отставному Коллежскому асессору Вознесенскому В. А.:
- с 1 апреля 1888 г. — Приказом по Горному ведомству От 18 апреля 1888 г. за № 3 определён на службу по Горному ведомству с назначением для практических занятий на Петербургский завод с содержанием по чину Коллежского секретаря,
- с 1 апреля 1888 г. — Указом Правительствующего Сената от 13 октября 1888 г. за № 3579 утверждён в чине Коллежского секретаря, со старшинством;
- с 1 апреля 1889 г. — Приказами по Горному ведомству от 6 марта 1890 г. за № 2, зачислен по Главному Горному Управлению;
- с 1 апреля 1890 г., — Приказами по Горному ведомству от 28 июня 1890 г. за № 6, уволен со службы по Горному ведомству;
- с 1 апреля 1890 г. по 1 мая 1893 г. — Был в отставке (вероятно, именно в этот период отбывал первый тюремный срок заключения);
- с 1 мая 1893 г — Приказами по Горному ведомству от 10 мая 1893 г. за № 26, определён вновь на службу по Горному ведомству с зачислением по Главному Горному Управлению и откомандирован в имение землевладельца Протопопова, находящееся в Самарской губернии, Николаевского уезда, для производства оросительных работ;
- с 20 октября 1893 г. — Приказами по Горному ведомству от 28 октября 1893 г. за № 13, командирован в распоряжение Черниговской Губернской Земской Управы, для технических занятий, с оставлением по Главному Горному Управлению;
- с 1 мая 1894 г. — Указом Правительствующего Сената от 8 августа 1894 г. за № 115, произведён, за выслугу лет, в Титулярные советники, со старшинством;
- с 1 февраля 1895 г. — Приказами по Горному ведомству от 2 сентября 1895 г. за № 13, зачислен по Главному Горному Управлению;
- с 25 ноября 1895 г. — Приказами по Горному ведомству от 14 декабря 1895 г. за № 17, командирован в распоряжение Директора Геологического Комитета для технических занятий, с оставлением по Главному Горному Управлению;
- Пожалован Высочайше установленного 26 февраля 1896 г. серебряною медалью в память царствования почившего Императора Александра III;
- с 1 мая 1897 г. — Приказом по Горному ведомству от 25 июня 1897 г. за № 9, назначен Помощником Геолога Геологического Комитета;
- с 1 мая 1897 г. — Высочайшим приказом по гражданскому ведомству от 3 июля 1897 г. за № 54, произведён за выслугу лет, в Коллежские асессоры, со старшинством;
- с 1 декабря 1899 г. — Приказами по Горному ведомству от 19 апреля 1900 г. за № 5 уволен от должности Помощника Геолога Геологического Комитета, с зачислением по Главному Горному Управлению /VII класса/;
- с 1 декабря 1900 г. — Приказами по Горному ведомству от 13 сентября 1901 г. за № 8, уволен от службы по Горному ведомству на основании 1-й ст. Высочайше утверждённого 24 марта 1897 г. мнения Государственного Совета.

Примечание: В подлиннике Аттестата не упоминаются аресты, тюремные заключения и 5-ти летняя ссылка. Вероятно, документ специально составлен для возможности продолжать геологическую деятельность.

## Семья
Жена: 

Вознесенская (Вотинцева) Екатерина Сергеевна (1875, Иркутск — 1949, Ленинград). Начальное образование получила в Иркутской гимназии с присвоением звания домашней учительницы. Высшее образование получила в 1908 г. на Бестужевских курсах Историко-Филологического отделения.

В. А. Вознесенский познакомился с курсисткой Екатериной Вотинцевой 4 марта 1897 г. в С-Петербурге на панихиде Марии Ветровой, с которой она училась с 1894 г., в Казанском полицейском участке, когда оба были арестованы. Екатерину Сергеевну, не закончившую курс наук, сослали в Иркутск под надзор родителей, а вскоре в иркутскую ссылку прибыл и Вознесенский. Там, в 1890 г., состоялась их свадьба. 

Следуя за мужем по ссылкам и в дальнейшем, была редактором его печатных трудов. 

В 1937-38 г.г., после ареста старшего сына и ссылки его жены, а затем и младшего сына осталась одна, тяжело больная, на руках с двумя малолетними внуками, позже усыновленными семьей реабилитированного младшего сына. 

Персональная пенсионерка.

Дети:
- Вознесенский Николай Владимирович (1901—1938) — инженер-гидротехник, репрессирован в 1937, приговорён по ст. 58 к расстрелу в 1938[12], реабилитирован посмертно в 1957. Женат на Наталье Григорьевне Вознесенской (Трироговой), внучке тайного советника В. Г. Трирогова, репрессированной в 1938[13], реабилитированной в 1958;
- Вознесенский Дмитрий Владимирович (1904—1956) — геолог, репрессирован по ст. ст. 58-8, 58-7 и 58-11 в 1938, реабилитирован в 1940[14].

Внуки (дети репрессированной семьи старшего сына Николая усыновлены семьёй сына Дмитрия):
- Вознесенский Владимир Дмитриевич (Николаевич), геолог;
- Вознесенский Сергей Дмитриевич (Николаевич), геолог

Близкие родственники:
- Брат: Вознесенский Евгений Александрович (02.1861—1913) — подполковник Русской Армии, смертельно ранен на поле боя.

## Труды
- Вознесенский В. А. Гидрогеологические исследования в Александровском уезде Екатеринославской губернии: С прил. гидрогеол. очерка Н. А. Соколова и таблиц хим. анализов В. Топорова. СПб.: тип. М. М. Стасюлевича, 1898. VI, 320 с.
- Вознесенский В. А. Геологические исследования по варианту ст. Иннокентьевская Зыркузун — Култук. 1900
- Вознесенский В. А. Геологические исследования по варианту ст. Иннокентьевская Зыркузун-Култук: Ведомость А. Ст. Иннокентьевская-Иркут-Правый Бурлик; Ведомость В. Ст. Култук-Зыркузун-Правый Бурлик //.Изыскания Крутобайкальской железной дороги. Иркутск: Изд-во М-ва путей сообщ., 1900. С. 25; 40.
- Вознесенский В. А. Гидрогеологические исследования в Новомосковском уезде Екатеринославской губернии: С прил. гидрогеол. очерка (Новомосковского уезда) Н. Соколова и табл. хим. анализов В. Топорова. СПб.: типо-лит. К. Биркенфельда, 1902. [6], 145 с. : табл. : карт. (Тр. Геол. ком.; Т. 20. № 2).
- Вознесенский В. А. Геологические исследования вдоль линии Кругобайкальской железной дороги, произведённые под общим руководством И. В. Мушкетова. 1910
- Вознесенский В. А. Орогеологический очерк. — СПб.: тип. М. М. Стасюлевича, 1910. X, [53], [240], [76], [70], [8] с. : 15 л. ил. : 4 л. карт. (Геологические исследования вдоль линии Кругобайкальской ж.д., произведённые под общим руководством И. В. Мушкетова; Вып.2).
- Вознесенский В. А. Геологические исследования бассейнов среднего течения Нерчи и Куенги и верховьев Олёкмы // Геологические исследования в золотоносных областях Сибири: Амуро-Приморский район. Вып. 11. СПб.: тип. М. М. Стасюлевича, 1911.
- Вознесенский В. А. Геологические исследования 1911 года в Нерчинском уезде Забайкальской области // Геологические исследования в золотоносных областях Сибири: Амуро-Приморский район. Вып. 14. СПб.: тип. М. М. Стасюлевича, 1911. Отд. изд. СПб.: тип. М. М. Стасюлевича, 1912. 60 с. : карт.
- Витимско-Нерчинский и Нерчинско-Олёкминский водораздельный хребет: Предвар. отчёт за 1913 г. // Изв. Геол. ком. 1914. Т. 33. № 10. С. 1233—1301 : ил. : карт. Вознесенский В. А.
- Вознесенский В. А. Верхнее течение р. Нерчи и перевалы в систему Витима и Олёкмы: Предвар. отчёт за 1912 г. // Геологические исследования в золотоносных областях Сибири: Амуро-Приморский район. Вып. 11. СПб.: тип. М. М. Стасюлевича, 1915. С. 117—163.
- Геологическая съёмка в Минусинском уезде Енисейской губернии // Изв. Геол. ком. 1915. Т. 34. № 1. Отчёт. С. 154—161. Вознесенский В. А.
- Вознесенский В. А., Высоцкий Н. К. По вопросу о золотоносности площадей, принадлежащих М. А. Петрову // Изв. Геол. ком. 1915. Т. 34. С. 505—516.
- Вознесенский В. А., Высоцкий Н. К., Заварицкий А. Н. Исследование золотоносных площадей Южного Урала // Изв. Геол. ком. 1916. Т. 35. № 1. С. 46-67.
- Вознесенский В. А., Высоцкий Н. К., Заварицкий А. Н. Месторождения золота бассейна реки Сувундук // Изв. Геол. ком. 1916. Т. 35. № 1. Отчёт. С. 46-67.
- Вознесенский В. А. Исследование района Кваркенской и отчасти Таналыцкой станиц // Изв. Геол. ком. 1916. Т. 35. № 5. Проток. С. 144—145.
- Вознесенский В. А. О залежах хромистого железняка в дачах Тунгатаровского промышленного предприятия (Южный Урал) // Изв. Геол. ком. 1916. Т. 35. № 9/10. Проток. С. 604—608.
- Высоцкий Н. К., Вознесенский В. А., Заварицкий А. Н. Отзыв о степени золотоносности ряда золото-платиновых приисков в Верхотурском, Троицком, Верхнеуральском и Орском уездах // Изв. Геол. ком. 1916. Т. 35. № 9/10. Проток. С. 460—471.
- Вознесенский В. А. О залежах хромистого железняка в казённых дачах Златоустовского округа // Изв. Геол. ком. 1917. Т. 36. № 3/4. Проток. С. 84-85.
- Вознесенский В. А. Осмотр месторождений хромистого железняка, сурьмяных и мышьяковых руд на восточном склоне Урала // Изв. Геол. ком. 1917. Т. 35. № 1. Отчёт. С. 122—126.
- Богданович К. И., Вознесенский В. А., Герасимов А. П., Ренгартен В. П. Сурьма. Пг.: Геол. ком., 1917. 15 с. (Естественные производительные силы России; Т. 4. Полезные ископаемые; Вып. 16).
- Вознесенский В. А., Кандыкин Ф. И. Геологическая съёмка западной части Екатеринбургского казённого горного округа (Нижне-Исетская, Березовская, Монетная и Каменская дачи) // Изв. Геол. ком. 1918. Т. 37. № 1. Отчёт. С. 108—111.
- Вознесенский В. А. Геологическая съёмка месторождений в Баженовском асбесто-изумрудном районе // Изв. Геол. ком. 1919. Т. 38. № 1. Отчёт. С. 179—182.
- Вознесенский В. А. Геологические исследования Баженовского асбесто-изумрудного района // Изв. Геол. ком. 1920. Т. 39. № 2. Отчёт. С. 172—173.
- Вознесенский В. А. Геологические исследования в Баженовском асбесто-изумрудном районе на Урале // Изв. Геол. ком. 1921. Т. 40. № 7. Отчёт. С. 296—301.
- О залежах хромистого железняка на Урале // Изв. Геол. ком. 1921. Т. 40. № 8/10. Прил. к проток. № 3. С. 138—142. Вознесенский В. А.
- Вознесенский В. А. Геологические работы в асбестово-изумрудном районе на Урале // Изв. Геол. ком. 1922. Т. 41. № 10. Отчёт. С. 345—347.
- Вознесенский В. А. Разведки изумрудных копей в 1920 г. // Изумрудные копи на Урале. Пг.: КЕПС, 1923. С. 74-82. (Материалы КЕПС; № 44).
- Вознесенский В. А. Геологическая съёмка в бывшем Екатеринбургском горном округе // Изв. Геол. ком. 1924. Т. 43. № 2. Отчёт. С. 120—122.
- Вознесенский В. А. Геологическая съёмка смежных частей Монетной, Березовской и Каменской лесных дач на Урале // Изв. Геол. ком. 1925. Т. 44. № 2. Отчёт. С. 101—102.
- Вознесенский В. А. Геологические работы в Баженоском районе и в Монетной даче на Урале // Изв. Геол. ком. 1926. Т. 45. № 4. Отчёт. С. 328.
- Вознесенский В. А.Геологическая съёмка бывшего Екатеринбургского горного округа // Отчёт о состоянии и деятельности Геологического комитета за 1925/26 гг. Л.: Геол. ком., 1927. С. 131—133.